# Metasphenisca marmorea
Metasphenisca marmorea är en tvåvingeart som beskrevs av Munro 1947. Metasphenisca marmorea ingår i släktet Metasphenisca och familjen borrflugor. Inga underarter finns listade i Catalogue of Life.